# Trachypithecus shortridgei
Trachypithecus shortridgei is een zoogdier uit de familie van de apen van de Oude Wereld (Cercopithecidae). De wetenschappelijke naam van de soort werd voor het eerst geldig gepubliceerd door Wroughton in 1915.

## Voorkomen
De soort komt voor in het noorden van Myanmar en het zuidwesten van China (provincie Yunnan), ten oosten van de rivier Chindwin.